# Карл Фридрих фон Баден
Карл Фридрих фон Баден (на немски: Karl Friedrich von Baden; * 22 ноември 1728, Карлсруе; † 10 юни 1811, Карлсруе) е маркграф на Баден-Дурлах (1738 – 1771), маркграф на Баден (1771 – 1803), курфюрст на Баден (1803 – 1806) на Свещената Римска империя, херцог на Церинген и от 12 юли 1806 г. първият велик херцог на Велико херцогство Баден. Карл Фридрих управлява 73 години.

## Живот
Произлиза от Велико херцогство Баден. Син е на наследствения принц Фридрих фон Баден-Дурлах († 26 март 1732) и Амалия фон Насау-Диц (1710–1777).
Баща му умира през 1732 г., майка му е болна и за него се грижи баба му маркграфиня Магдалена Вилхелмина фон Вюртемберг. Той следва в академията в Лозана през 1743 – 1745 г. През 1745/1746 г. пътува до Париж и Нидерландия, където остава да живее при чичо си Вилхелм Карл Хайнрих Фризо.
На 22 ноември 1746 г. той поема управлението като маркграф на Баден-Дурлах. През 1771 г. наследява Маркграфство Баден и го слива в своето владение. Неговата резиденция е в Карлсруе. През 1806 г. Курфюрство Баден става Велико херцогство Баден (1806 – 1918) и Карл Фридрих става от 12 юли 1806 г. велик херцог. Той е масон.
Неговият гроб се намира в дворцовата църква „Св. Михаил“ в Пфорцхайм. Негов наследник е внукът му Карл Лудвиг Фридрих (велик херцог на Баден 1811 – 1818).
- Курфюрст Карл Фридрих фон Баден
- Статуя на Карл Фридрих фон Баден

## Семейство и деца
Карл Фридрих има от връзката с Елиза Барбара Шлутер един извънбрачен син:
- Карл Фридрих Херман фон Фрайщет (* 18 декември 1749, † 20. декември 1795)

Първи брак: на 28 януари 1751 г. с Каролина Луиза фон Хесен-Дармщат (1723 – 1783), дъщеря на ландграф Лудвиг VIII от Хесен-Дармщат. С нея има децата:
- Карл Лудвиг (* 14 февруари 1755, † 16 декември 1801), наследствен принц на Баден
- Фридрих (* 29 август 1756, † 28 май 1817) ∞ 9 декември 1791 г. Христиана Луиза (* 16 август 1776, † 19 февруари 1829), дъщеря на херцог Фридрих фон Насау-Узинген
- Лудвиг (* 9 февруари 1763, † 30 март 1830), велик херцог от 8 декември 1818 до 30 март 1830
- син (* 29 юли 1764, † 29 юли 1764)
- Луиза (* 8 януари 1767, † 11 януари 1767)

Втори брак: на 24 ноември 1787 г. с графиня Луиза Каролина фон Хохберг, дъщеря на фрайхер Лудвиг Хайнрих Филип Гайер фон Гайерсберг. Двамата имат децата:
- Леополд (* 29 август 1790, † 24 април 1852), велик херцог на Баден
- Вилхелм (* 8 април 1792, † 11 октомври 1859), маркграф на Баден
- Фридрих Александър (* 10 юни 1793, † 18 юни 1793)
- Амалия (* 26 януари 1795, † 14 септември 1869) ∞ 19 април 1818 княз Карл Егон II фон Фюрстенберг
- Максимилиан Фридрих Йохан Ернст (* 8 декември 1796, † 6 март 1882), генерал на инфантерията

- Mаркграфиня Каролина Луиза фон Баден (1723 – 1783)
- Луиза Каролина графиня фон Хохберг (1768 – 1820)

## Произведения
- Constitutions-Edict, Karlsruhe 1807 Digitalisat
- Hof-Ordnung, Karlsruhe, 1750 Digitalisat der UB Freiburg
- Des … Markgrafen von Baden Karl Friedrichs kurzgefaßte Grundsätze der Staatshaushaltung, Leipzig, 1783
- Meine Antwort auf die Danksagung des Landes nach Aufhebung der Leibeigenschaft und einiger Abgaben, Macklot, Carlsruhe, 1783. in der Google-Buchsuche
- Neujahrsgeschenk an meine Mitbürger, Helvetien, 1785.
- Abrégé des principes de l’économie politique, Karlsruhe, 1786, (französische Ausgabe der Grundsätze der Straatshaushaltung) Digitalisat der Bayerischen Staatsbibliothek
- Politische Correspondenz Karl Friedrichs von Baden 1783 – 1806, herausgegeben von der Badischen Historischen Commission, bearbeitet von Bernhard Erdmannsdörffer]und Karl Obser, 6 Bände, Heidelberg 1888 – 1915 (Links auf Digitalisate auf wikisource) Bernhard Erdmannsdörffer